# Diócesis de Socorro y San Gil
La diócesis de Socorro y San Gil (en latín: Dioecesis Succursensis et Sancti Aegidii) es una circunscripción eclesiástica de la Iglesia católica en Colombia. Se trata de una diócesis latina, sufragánea de la arquidiócesis de Bucaramanga. Desde el 12 de diciembre de 2019 su obispo es Luis Augusto Campos Flórez.

## Territorio y organización

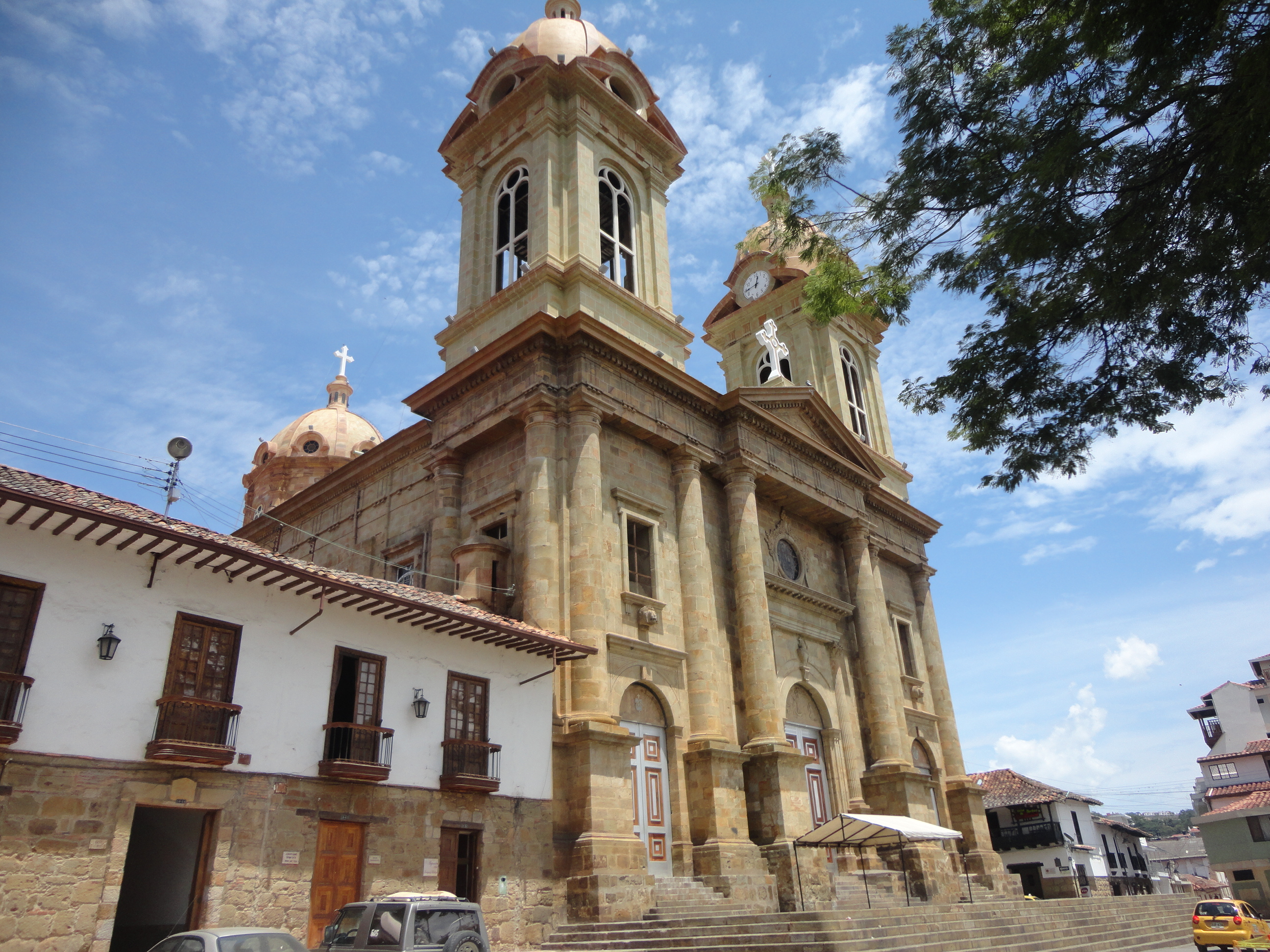
Concatedral de Nuestra Señora del Socorro, en El Socorro

La diócesis tiene 6734 km² y extiende su jurisdicción sobre los fieles católicos de rito latino residentes en 33 municipios del departamento de Santander: Aratoca, Barichara, Cabrera, Charalá, Chima, Confines, Contratación, Coromoro, Curití, Encino, Galán, Gámbita, El Guacamayo (excepto el distrito de Santa Rita del Opón que pertenece a la diócesis de Vélez), Guadalupe, Guapotá, Hato, Jordán, Mogotes, Ocamonte, Oiba, Onzaga, Palmar, Palmas del Socorro, Páramo, Pinchote, San Gil, San Joaquín, Simacota, Socorro, Suaita, Valle de San José y Villanueva y Zapatoca.
La sede de la diócesis se encuentra en la ciudad de San Gil, en donde se halla la Catedral de la Santa Cruz. En El Socorro se halla la Concatedral de Nuestra Señora del Socorro.
En 2022 en la diócesis existían 53 parroquias.

## Historia
La diócesis de Socorro fue erigida el 20 de marzo de 1895 mediante decreto Iamdudum del papa León XIII, obteniendo el territorio de la entonces diócesis de Tunja. Originalmente fue sufragánea de la arquidiócesis de Bogotá. El decreto fue ejecutado por Bernardo Herrera Restrepo, arzobispo de Bogotá, quien dispuso que empezara a regir desde el 1 de septiembre de 1897. La nueva diócesis inició con 47 parroquias, 61 sacerdotes, 10 seminaristas y 4 casas religiosas. La nueva diócesis comprendía cuatro provincias: Guanentá, Socorro, Charalá y Vélez, con una extensión territorial de 16 350 km². 
El 19 de enero de 1928, mediante la bula Apostolici officii del papa Pío XI, la sede fue trasladada a San Gil y la diócesis tomó su nombre actual.
El 2 de abril de 1928 cedió una porción de su territorio para la erección de la entonces prefectura apostólica de Río Magdalena mediante la bula Dominici gregis del papa Pío XI.
El 29 de mayo de 1956 pasó a ser sufragánea de la arquidiócesis de Nueva Pamplona.
El 27 de octubre de 1962 cedió una porción de su territorio a la diócesis de Barrancabermeja mediante la bula Divina Christi verba del papa Juan XXIII.
El 14 de diciembre de 1974 pasó a formar parte de la provincia eclesiástica de la arquidiócesis de Bucaramanga.
El 14 de mayo de 2003 cedió otra porción de su territorio para la erección de la diócesis de Vélez mediante la bula Ad satius providendum del papa Juan Pablo II.

## Estadísticas
Según el Anuario Pontificio 2023 la diócesis tenía a fines de 2022 un total de 226 635 fieles bautizados.
| Año                                                                             | Población            | Población | Población      | Sacerdotes | Sacerdotes    | Sacerdotes    | Bautizados por sacerdote | Diáconos permanentes | Religiosos | Religiosos | Parroquias |
| Año                                                                             | Bautizados católicos | Total     | % de católicos | Total      | Clero secular | Clero regular | Bautizados por sacerdote | Diáconos permanentes | Varones    | Mujeres    | Parroquias |
| ------------------------------------------------------------------------------- | -------------------- | --------- | -------------- | ---------- | ------------- | ------------- | ------------------------ | -------------------- | ---------- | ---------- | ---------- |
| 1950                                                                            | 345 406              | 345 546   | 100.0          | 85         | 60            | 25            | 4063                     |                      | 47         | 209        | 50         |
| 1966                                                                            | 418 748              | 424 159   | 98.7           | 101        | 78            | 23            | 4146                     |                      | 23         | 215        | 60         |
| 1970                                                                            | 402 000              | 410 000   | 98.0           | 106        | 93            | 13            | 3792                     |                      | 19         | 318        | 59         |
| 1976                                                                            | 300 000              | 390 000   | 76.9           | 91         | 85            | 6             | 3296                     |                      | 8          | 352        | 64         |
| 1980                                                                            | 460 500              | 462 600   | 99.5           | 89         | 82            | 7             | 5174                     |                      | 9          | 260        | 64         |
| 1990                                                                            | 397 000              | 407 000   | 97.5           | 106        | 94            | 12            | 3745                     |                      | 14         | 309        | 69         |
| 1999                                                                            | 429 350              | 445 700   | 96.3           | 135        | 127           | 8             | 3180                     |                      | 16         | 257        | 73         |
| 2000                                                                            | 429 350              | 445 700   | 96.3           | 138        | 130           | 8             | 3111                     |                      | 16         | 257        | 73         |
| 2001                                                                            | 429 350              | 445 700   | 96.3           | 141        | 133           | 8             | 3045                     |                      | 16         | 257        | 73         |
| 2002                                                                            | 426 279              | 439 479   | 97.0           | 144        | 138           | 6             | 2960                     |                      | 13         | 219        | 73         |
| 2003                                                                            | 255 217              | 255 677   | 99.8           | 114        | 110           | 4             | 2238                     |                      | 11         | 168        | 46         |
| 2004                                                                            | 246 749              | 254 381   | 97.0           | 91         | 87            | 4             | 2711                     |                      | 7          | 164        | 46         |
| 2010                                                                            | 264 000              | 274 000   | 96.4           | 108        | 103           | 5             | 2444                     |                      | 6          | 117        | 47         |
| 2014                                                                            | 246 198              | 286 600   | 85.9           | 100        | 95            | 5             | 2461                     |                      | 5          | 122        | 51         |
| 2017                                                                            | 285 360              | 296 400   | 96.3           | 106        | 100           | 6             | 2692                     | 1                    | 6          | 115        | 53         |
| 2020                                                                            | 227 970              | 240 322   | 94.9           | 118        | 112           | 6             | 1931                     | 1                    | 7          | 63         | 53         |
| 2022                                                                            | 226 635              | 240 322   | 94.3           | 122        | 115           | 7             | 1857                     | 2                    | 8          | 78         | 53         |
| Fuente: Catholic-Hierarchy, que a su vez toma los datos del Anuario Pontificio. |                      |           |                |            |               |               |                          |                      |            |            |            |

## Episcopologio
- Evaristo Blanco † (19 de abril de 1897-27 de marzo de 1909 nombrado obispo de Nueva Pamplona)
- Francisco Cristóbal Toro † (18 de octubre de 1910-16 de diciembre de 1913 nombrado obispo de Santa Marta)
- Antonio Vicente Arenas y Rueda † (28 de mayo de 1914-12 de julio de 1922 falleció)
- Leonidas Medina † (7 de marzo de 1923-19 de julio de 1947 renunció[nota 1])
- Ángel María Ocampo Berrio, S.I. † (19 de julio de 1947 por sucesión-6 de diciembre de 1950 nombrado obispo de Tunja)
- Aníbal Muñoz Duque † (8 de abril de 1951-18 de diciembre de 1952 nombrado obispo de Bucaramanga)
- Pedro José Rivera Mejía † (20 de febrero de 1953-25 de octubre de 1975 renunció)
- Ciro Alfonso Gómez Serrano † (25 de octubre de 1975 por sucesión-19 de enero de 1980 falleció)
- Víctor Manuel López Forero † (6 de diciembre de 1980-7 de junio de 1985 nombrado ordinario militar de Colombia)
- Jorge Leonardo Gómez Serna, O.P. (6 de marzo de 1986-3 de noviembre de 2001 nombrado obispo de Magangué)
- Ismael Rueda Sierra (27 de junio de 2003-13 de febrero de 2009 nombrado arzobispo de Bucaramanga)
- Carlos Germán Mesa Ruiz (2 de febrero de 2010-12 de diciembre de 2019 retirado)
- Luis Augusto Campos Flórez, desde el 12 de diciembre de 2019